# Bernardia geniculata
Bernardia geniculata là một loài thực vật có hoa trong họ Đại kích. Loài này được Allem & J.L.Wächt. mô tả khoa học đầu tiên năm 1977.